# Кус (округ)
Округ Кус (англ. Coos County) располагается в штате Орегон, США. Официально образован 22 декабря 1853 года. По состоянию на 2010 год, численность населения составляла 63 043 человека.

## География
По данным Бюро переписи США, общая площадь округа равняется 4677,545 км2, из которых 4144,004 км2 суша и 533,541 км2 или 11,400 % это водоёмы.

## Население
По данным переписи населения 2000 года в округе проживает 62 779 жителей в составе 26 213 домашних хозяйств и 17 457 семей. Плотность населения составляет 15,00 человек на км2. На территории округа насчитывается 29 247 жилых строений, при плотности застройки около 7,00-ми строений на км2. Расовый состав населения: белые — 91,97 %, афроамериканцы — 0,31 %, коренные американцы (индейцы) — 2,41 %, азиаты — 0,90 %, гавайцы — 0,17 %, представители других рас — 1,06 %, представители двух или более рас — 3,17 %. Испаноязычные составляли 3,40 % населения независимо от расы.
В составе 26,00 % из общего числа домашних хозяйств проживают дети в возрасте до 18 лет, 52,90 % домашних хозяйств представляют собой супружеские пары проживающие вместе, 9,90 % домашних хозяйств представляют собой одиноких женщин без супруга, 33,40 % домашних хозяйств не имеют отношения к семьям, 27,20 % домашних хозяйств состоят из одного человека, 12,30 % домашних хозяйств состоят из престарелых (65 лет и старше), проживающих в одиночестве. Средний размер домашнего хозяйства составляет 2,34 человека, и средний размер семьи 2,80 человека.
Возрастной состав округа: 0,00 % моложе 18 лет, 0,00 % от 18 до 24, 0,00 % от 25 до 44, 0,00 % от 45 до 64 и 0,00 % от 65 и старше. Средний возраст жителя округа 43 лет. На каждые 100 женщин приходится 96,10 мужчин. На каждые 100 женщин старше 18 лет приходится 93,90 мужчин.
Средний доход на домохозяйство в округе составлял 31 542 USD, на семью — 38 040 USD. Среднестатистический заработок мужчины был 32 509 USD против 22 519 USD для женщины. Доход на душу населения составлял 17 547 USD. Около 11,10 % семей и 15,00 % общего населения находились ниже черты бедности, в том числе — 19,90 % молодежи (тех, кому ещё не исполнилось 18 лет) и 9,40 % тех, кому было уже больше 65 лет.